# David Juncà Reñé
David Juncà Reñé (Riumors, Gerona, 16 de noviembre de 1993) es un futbolista español que juega de defensa y milita en el Gimnàstic de Tarragona de la Primera Federación.

## Biografía
Su carrera deportiva comenzó en las categorías inferiores del Fútbol Club Barcelona; después se formó en las del Girona Fútbol Club. En 2010 alternaba partidos de los juveniles del Girona Fútbol Club con entrenamientos con el primer equipo.
Debutó con el primer equipo del Girona Fútbol Club en un partido de la Segunda División el 17 de diciembre de 2011, en un encuentro celebrado en Montilivi en que el equipo gerundés ganó al Gimnàstic de Tarragona por 3 goles a 2. Raül Agné, por entonces entrenador del equipo, le hizo entrar al campo en el minuto 89, en sustitución de Ferran Corominas.
El primer partido como titular sería en la misma temporada 2011-12, en el encuentro de la 22.ª jornada que enfrentaría en Montilivi a Girona Fútbol Club y Celta de Vigo, y que acabaría con victoria visitante por 0 goles a 1, partido en el que ya se encontraba Josu Uribe como entrenador, y en el que Juncà jugaría los 90 minutos. El 14 de septiembre de 2014 marcó su primer gol como profesional, en el empate del Girona en el campo del Sporting de Gijón.
El 28 de julio de 2015 se oficializó su fichaje por la Sociedad Deportiva Eibar de la Primera División tras desvincularse de su anterior club, el Girona Club de Fútbol. Jugó en la S. D. Eibar hasta 2018, habiendo disputado un total de 55 partidos en el club vasco.
El 30 de junio de 2018 fichó por el R. C. Celta de Vigo por cinco temporadas. Jugó con el equipo gallego hasta 2021, habiendo disputado un total de 24 partidos.
El 26 de julio de 2021 fichó por el Girona F. C., en ese momento en la Segunda División, por una temporada más otra opcional. Esta opción no fue ejercida y su segunda etapa en el club duró solo un año.
Empezó la temporada 2022-23 sin equipo hasta que a finales de 2022 se comprometió con el Wisła Cracovia polaco para lo que quedaba de campaña. Tras su marcha de este equipo, en agosto de 2024 se unió al Inter Club d'Escaldes andorrano. Allí estuvo media campaña y en el mes de enero regresó a Cataluña para jugar en el Gimnàstic de Tarragona lo que restaba de temporada y una más.

## Clubes
| Club                   | País    | Año       |
| ---------------------- | ------- | --------- |
| Girona F. C.           | España  | 2012-2015 |
| S. D. Eibar            | España  | 2015-2018 |
| R. C. Celta de Vigo    | España  | 2018-2021 |
| Girona F. C.           | España  | 2021-2022 |
| Wisła Cracovia         | Polonia | 2022-2024 |
| Inter Club d'Escaldes  | Andorra | 2024-2025 |
| Gimnàstic de Tarragona | España  | 2025-     |

## Palmarés

### Títulos nacionales
| Título          | Club           | País    | Año  |
| --------------- | -------------- | ------- | ---- |
| Copa de Polonia | Wisła Cracovia | Polonia | 2024 |